# Breathe In. Breathe Out.
Breathe In. Breathe Out —en español: Inhala. Exhala — es el quinto álbum de estudio de la cantante y compositora estadounidense Hilary Duff, lanzado oficialmente el 16 de junio de 2015 por el sello discográfico RCA Records. Los medios y la audiencia ha catalogado al álbum como el regreso de Duff a la industria musical luego de un extenso período de ocho años desde el lanzamiento de su cuarto álbum de estudio, Dignity en el 2007.
Duff comenzó a trabajar en el álbum en enero de 2012, pero después de desechar las canciones que grabó, reanudó las sesiones en septiembre de 2013, continuando a lo largo de 2014 y 2015. Después de firmar con RCA Records en 2014, lanzó los sencillos "Chasing the Sun" y "All About You". Más tarde grabó más canciones en Suecia en febrero de 2015, y lanzó el sencillo, "Sparks". El álbum resultante de las diversas sesiones de grabación ha combinado el sonido dance-pop de Duff con elementos EDM y folk-pop.
El álbum recibió críticas generalmente positivas de los críticos de la música, elogiando la calidad de la producción del álbum y la mezcla de géneros en el expediente. El álbum debutó en el número cinco en el Billboard 200, convirtiéndose en su quinta entrada entre los cinco primeros. También logró los primeros 5 puestos en Australia y Canadá. Marcó algunos hits en el regreso de Duff a la música con el sencillo "All About You" siendo su primer top 20 en Australia en casi diez años, y el sencillo "Sparks", que se convirtió en su primer hit top 10 en el Billboard Dance Club, desde el 2008 "Reach Out", su cuarta entrada de los diez primeros, y su quinto sencillo a la tabla en general. Su sencillo principal "Chasing the Sun" fue también el primer sencillo de Duff en el Billboard Hot 100 desde su sencillo "Stranger", que fue lanzado en 2007.
Duff trabajó con varios cantantes y compositores famosos. Ella se asoció con el cantante inglés Ed Sheeran para la canción "Tattoo" y con Tove Lo para el sencillo "Sparks", además de trabajar con Matthew Koma para la pista del título entre otros. Duff promocionó Breathe In. Breathe Out. Solo por apariciones en programas de televisión y entrevistas de radio, ya que confirmó en 2016 que no estaría de gira en apoyo del álbum a pesar de los planes iniciales para hacerlo.

## Antecedentes
Luego de la finalización del contrato con Hollywood Records en el 2008 tras el lanzamiento del álbum recopilatorio Best of Hilary Duff, discográfica a la cual perteneció desde el año 2003, Duff se dedicó a su faceta como madre y a la actuación. Los primeros antecedentes sobre el quinto álbum de estudio de Hilary Duff, comenzaron a circular a principios del año 2014. Ello, luego de que la cantante brindara una entrevista a una revista estadounidense. Poco después se dio a conocer que Duff había firmado con el sello discográfico RCA Records.
Duff anunció el título del álbum y reveló su portada el 13 de mayo de 2015. Breathe In. Breathe Out.

## Lanzamiento y título
En julio de 2014, Duff anunció que había firmado un contrato de grabación con RCA Records de Sony Music Entertainment, y que terminaría y lanzaría su quinto álbum de estudio sin título entre el rodaje de su nuevo programa de televisión, Younger. Ella planeó hacer un poco de promoción para el álbum durante este período, pero reveló que ella no comenzaría un "empuje de la prensa lleno" hasta la filmación del show envuelto el 12 de diciembre. Duff anunció a finales de agosto que el álbum no sería lanzado en octubre como se había planeado originalmente y que los fanes tendrían que esperar unos meses más para que sea lanzado.
Duff anunció el título del álbum y reveló sus ilustraciones de portada el 13 de mayo de 2015. Antes del lanzamiento del título y las ilustraciones, Duff anunció que los fanes tendrían la oportunidad de pre-ordenar el álbum y tener su nombre impreso en una Edición especial del folleto del álbum. Ella envió a varios fanes que habían estado entre los primeros en pre-ordenar el álbum globos blancos que tienen las ilustraciones del álbum impresas en él. Los paquetes que recibieron también incluyeron una nota manuscrita de Duff sobre el álbum. Algunos de los fanes tuitearon sobre los paquetes que habían recibido, y un representante de Duff confirmó que eran oficiales.
Breathe In. Breathe Out. Se nombra después a una canción que ella registró con Matthew Koma, que según Duff, "se pegó con ella" a través del proceso de grabación del álbum. Ella explicó además: "En los últimos años de mi vida ha sido algo que realmente me ayudó, sólo tomar una respiración profunda y dejar escapar una respiración profunda. Puede ser una buena cosa, puede ser una lucha, puede ser una cosa poderosa, es sólo un buen recordatorio para que todos recuerden hacer eso, es un alivio".

## Recepción
Breathe In. Breathe Out. debutó en el No.5 del Billboard 200 en los Estados Unidos, con 39,000 copias la primera semana, convirtiéndose en el quinto top 10 álbum de Duff en esta lista. En Canadá el álbum se posicionó en el puesto No.5 con 4,700 copias la primera semana. En Australia el álbum alcanza la posición No.4 y la No.29 en Nueva Zelanda.

## Sencillos
El 29 de julio de 2014 lanza "Chasing The Sun", como el primer sencillo promocional del álbum y en menos de un mes después del lanzamiento, Duff anunció que lanzaría otro sencillo promocional del álbum, "All About You". En los Estados Unidos, fue lanzado vía la descarga digital el 12 de agosto y fue enviado a la radio contemporánea del golpe el 26 de agosto. Duff describió Chasing the sun como: "una canción despreocupada y super pegadiza". El álbum fue pospuesto debido a las grabaciones de la serie de TV Land; Younger. Posteriormente Duff viajó a Suecia para trabajar con artistas como Tove Lo y productores como Bloodshy y Avant, llevando el sonido de álbum un poco más pop dance. La colaboración dio lugar a "Sparks", que fue lanzado el 7 de abril de 2015 como el primer sencillo oficial de Breathe In. Breathe Out. Según Duff, fue un lazo estrecho entre "All About You", "Chasing The Sunl" y "Tattoo".

### Otras canciones notables
Duff había lanzado dos contenidos de video en su página oficial de Vevo, en el período de dos meses después del lanzamiento del álbum. El 18 de junio, publicó una actuación acústica exclusiva para la canción "Tattoo" fue subida a su cuenta de Vevo. La actuación, grabada en vivo en su patio trasero, ha sido una de las favoritas de los fanes y su primera acústica desde la gira promocional australiana "All About You" en 2014.
También lanzó un video musical para la canción "My Kind" en el mes siguiente. Documenta sus ensayos para la coreografía del sencillo principal "Sparks". Inicialmente especulado como el siguiente sencillo del álbum, fue desmentido por su mánager en Twitter, confirmando que se trataba simplemente de un contenido de video especial.
En el año 2014, la pista entonces no escuchada "Outlaw" se utilizó en el episodio noveno de la serie de televisión Younger en la que Duff estrellas en. "Outlaw" fue puesto a disposición para la edición Fanjoy y edición japonesa del álbum.

## Canciones y letras
En una entrevista con MTV, Duff describió la canción "One in a Million" como un himno de ''"f*ck you" 'sobre un tipo que no te está tratando bien". También dijo que "Tattoo", escrito por Ed Sheeran es "una hermosa canción sobre un final de relación y lo que deja atrás". Ambas canciones fueron admitidas como las pistas favoritas y más emocionales de Duff respectivamente de este álbum. "Brave Heart" es una canción edificante acerca de encontrar el coraje de dejar ir a alguien, incluso cuando se tiene miedo de lo que está por venir. "Había estado sola por unos cuatro meses y es difícil, pero también encontré mucha fuerza y me di cuenta de que podía manejarla", dice. "Es una canción sobre estar listo para seguir adelante, ya sea con un compañero o un amigo. Tienes que ser valiente en una relación".
A pesar del emocionalismo en Breathe In. Breathe Out., el estado de ánimo nunca es perezoso, es algo que Duff se encargó de asegurar. "Hay varias canciones de cuando empecé a escribir que no están en el álbum porque quería que fuera un disco de sentirse bien para mis fanes", dice. "Soy una persona tan feliz y tan agradecida por la vida que tengo y el descanso que tengo que llevar para vivir una vida más tranquila y tener algunas de estas experiencias".
"Picture This" es una canción sexy sobre ser obsesionado con alguien con quien usted tiene química física pero sabiendo que no está destinado a durar para siempre. La última canción del álbum, "Night Like This" es un dúo con el exmiembro de Big Time Rush, Kendall Schmidt. Duff escribió la canción y describió que se trataba de "estar atrapado en un taxi en Nueva York con alguien".
La canción "Belong" que aparece en la versión Deluxe del álbum es coescrita por Toby Gad. "Hay una canción llamada 'Belong' en el álbum que realmente amo. Suena cursi cuando hablo de ello, pero no es cursi en absoluto, y es más sobre como no esperar nada. Simplemente ir por ello y no retenerse", dijo Duff en una entrevista.
Antes de las sesiones de grabación de Suecia, Duff grabó numerosas canciones folk-pop, algunas de las cuales ha hablado durante las entrevistas. Entre ellos está una canción titulada "If I Fall", que Duff ha descrito como "acerca de mí dando un paso atrás y de cerrando todo mi negocio, y todo el mundo no creyendo en mí y estar realmente asustada de estar sola después de que he estado rodeada de 100 personas durante cinco años de mi vida ". La canción nunca hizo el corte final. También dijo: "Y luego las otras son como, algunas canciones de fiesta, una canción sobre mi hijo Luca, una canción sobre mi separación y mi amor por esta persona que tal vez no estamos destinados a estar juntos, o tal vez, es decir, es muy, muy personal, pero yo diría que tiene un espíritu feliz, como yo".

## Promoción
De acuerdo con Duff, se sintió decepcionada porque nunca tuvo la oportunidad de "promover adecuadamente" los sencillos "Chasing The Sun" y "All About You", pero sus lanzamientos le dieron "un poco de sabor de nuevo" después de "estar fuera" del juego musical durante siete años. "Es sólo un acto de equilibrio el tratar de tener dos carreras que toman mucho de mi tiempo y también ser una madre, lo más importante para mí", dijo Duff.
Durante la semana de Breathe In. Breathe Out., Duff hizo apariciones en Good Morning America, Live! Con Kelly y Michael y The View. El 16 de junio de 2015, Duff realizó un Preguntas y Respuestas en Twitter a través de la cuenta de iHeartRadio respondiendo a las preguntas de los fanes acerca de su música y gira. Una de las preguntas que se le preguntó a Duff era si ella iba a ir de gira a lo que ella respondió: "No tengo ninguna fecha fijada, ¡tendrá que ser después de que filme la segunda temporada del show!". Duff se estaba programado para realizar en una serie de eventos en 2015, sin embargo, muchos de estos fueron cancelados, había cancelado una actuación programada en el Desfile de Acción de Gracias de Macy el año anterior.
Duff reveló en una entrevista con E! Noticias en enero de 2016 que ella no estará de gira por el álbum y lo reafirmó en una entrevista para AOL Build

## Lista de canciones
| Breathe In. Breathe Out. |                                         |                                                               |          |  |
| N.º                      | Título                                  | Escritor(es)                                                  | Duración |  |
| 1.                       | «Sparks»                                | Christian Karlsson, Peter Thomas, Tove Lo, Sam Shrieve        | 3:05     |  |
| 2.                       | «My Kind»                               | Jason Gill, Elina Stridh                                      | 3:27     |  |
| 3.                       | «One In A Million»                      | Tove Lo, Oscar Görres, Ilya Salmanzadeh                       | 3:45     |  |
| 4.                       | «Confetti»                              | John Adam Spark, Jim Finn, Kerli                              | 3:49     |  |
| 5.                       | «Breathe In. Breathe Out.»              | Matthew Koma, Dan Book                                        | 3:33     |  |
| 6.                       | «Lies»                                  | Hilary Duff, Oscar Holter, Albin Nedler, Kristoffer Fogelmark | 3:36     |  |
| 7.                       | «Arms Around A Memory»                  | Koma                                                          | 3:16     |  |
| 8.                       | «Stay In Love»                          | Michael Angelo, Tove Lo                                       | 3:33     |  |
| 9.                       | «Brave Heart»                           | Hilary Duff, Jerrod Bettis, Sean Douglas                      | 3:33     |  |
| 10.                      | «Tattoo»                                | Ed Sheeran, Jake Gosling, Chris Leonard                       | 3:28     |  |
| 11.                      | «Picture This»                          | Hilary Duff, Christian Medice, Mitchy Collins                 | 3:21     |  |
| 12.                      | «Night Like This» (ft. Kendall Schmidt) | Hilary Duff, Ian Kirkpatrick, Lindy Robbins                   | 3:46     |  |
| 42:20                    |                                         |                                                               |          |  |

| Edición Deluxe |                |                                                                                 |          |  |
| N.º            | Título         | Escritor(es)                                                                    | Duración |  |
| 13.            | «Belong»       | Samuel Watters, Edwin Serrano, Toby Gad, Michael Einziger                       | 3:35     |  |
| 14.            | «Rebel Hearts» | Hilary Duff, Christopher J Baran, Audra Mae, Skyler Stonestreet, Kara DioGuardi | 3:19     |  |

| Edición para Australia y Alemania |                |                                                                                 |          |  |
| N.º                               | Título         | Escritor(es)                                                                    | Duración |  |
| 13.                               | «Belong»       | Samuel Watters, Edwin Serrano, Toby Gad, Michael Einziger                       | 3:35     |  |
| 14.                               | «Rebel Hearts» | Hilary Duff, Christopher J Baran, Audra Mae, Skyler Stonestreet, Kara DioGuardi | 3:19     |  |

| Edición para Japón |                   |                                                                                 |          |  |
| N.º                | Título            | Escritor(es)                                                                    | Duración |  |
| 13.                | «Belong»          | Samuel Watters, Edwin Serrano, Toby Gad, Michael Einziger                       | 3:35     |  |
| 14.                | «Rebel Hearts»    | Hilary Duff, Christopher J Baran, Audra Mae, Skyler Stonestreet, Kara DioGuardi | 3:19     |  |
| 15.                | «All About You»   | Hilary Duff, Kristian Lundin, Savan Kotecha, Carl Falk                          | 2:42     |  |
| 16.                | «Chasing The Sun» | Colbie Caillat, Jason Reeves, Gad                                               | 2:42     |  |
| 17.                | «Outlaw»          | Hilary Duff, Robbins, Kirkpatrick                                               |          |  |

| FanjoyCo Limited Edition |                                     |                                                        |          |  |
| N.º                      | Título                              | Escritor(es)                                           | Duración |  |
| 13.                      | «All About You»                     | Hilary Duff, Kristian Lundin, Savan Kotecha, Carl Falk | 2:42     |  |
| 14.                      | «Chasing The Sun»                   | Colbie Caillat, Jason Reeves, Gad                      | 2:42     |  |
| 15.                      | «Chasing The Sun» (Dave Aude Remix) | Caillat, Reeves, Gad                                   |          |  |
| 16.                      | «Outlaw»                            | Hilary Duff, Robbins, Kirkpatrick                      |          |  |

## Posicionamiento
| Listas (2015)                      | Posición |
| ---------------------------------- | -------- |
| Australia (ARIA)                   | 4        |
| Bélgica (Ultratop flamenca)        | 156      |
| Bélgica (Ultratop valona)          | 200      |
| Canadá (Billboard Canadian Albums) | 5        |
| Irlanda (IRMA)                     | 77       |
| Italia (FIMI)                      | 78       |
| México (AMPROFON)                  | 17       |
| Nueva Zelanda (Recorded Music NZ)  | 29       |
| España (PROMUSICAE)                | 19       |
| Reino Unido (UK Albums Chart)      | 91       |
| Estados Unidos (Billboard 200)     | 5        |

## Fechas de lanzamiento
| País           | Fecha               | Formato              | Sello | Ref.   |
| -------------- | ------------------- | -------------------- | ----- | ------ |
| Alemania       | 12 de junio de 2015 | Estándar             | Sony  | [ 25 ] |
| Reino Unido    | 15 de junio de 2015 | Estándar             | RCA   | [ 26 ] |
| Canadá         | 16 de junio de 2015 | - Estándar - De Lujo | Sony  | [ 27 ] |
| Polonia        | 16 de junio de 2015 | - Estándar - De Lujo | Sony  | [ 28 ] |
| Estados Unidos | 16 de junio de 2015 | Estándar             | RCA   | .      |
| Australia      | 19 de junio de 2015 | Estándar             | Sony  | [ 29 ] |
| México         | 26 de junio de 2015 | - Estándar - De Lujo | Sony  | [ 30 ] |